# Jacoby Jones
Jacoby Jones (New Orleans, 11 luglio 1984 – New Orleans, 14 luglio 2024) è stato un giocatore di football americano statunitense che militò nei ruoli di wide receiver e kick returner della National Football League (NFL). Fu scelto nel corso del terzo giro (71º assoluto) del Draft NFL 2007 dagli Houston Texans. All'università giocò a football al Lane College.

## Carriera professionistica

### Houston Texans
Jones fu scelto nel corso del terzo giro del Draft 2007 dagli Houston Texans. Il suo primo touchdown su ricezione lo segnò nella settimana 2 della stagione 2009 contro i Tennessee Titans. Inoltre egli ritornò il suo primo punt in touchdown per 70 yard contro i Miami Dolphins nella settimana 6 del 2009. Jones continuò a giocare discretamente sia come ritornatore che come ricevitore, lasciandosi tuttavia sfuggire delle prese a volte.
Nella stagione 2011, nel divisional round dei playoff della AFC, Jones contribuì significativamente alla sconfitta contro i Baltimore Ravens, quando, subendo un tackle da Cary Williams, commise un fumble dopo un punt che venne recuperato da Jimmy Smith.
Il 1º maggio 2012 Jones fu svincolato dai Texans.

### Baltimore Ravens
L'8 maggio 2012, Jones firmò un contratto biennale del valore di 7 milioni di dollari con i Baltimore Ravens. Il 10 settembre, nella prima partita con la sua nuova squadra, Jacoby ricevette 3 passaggi per 46 yard nella netta vittoria contro i Cincinnati Bengals. Nella settimana 3 i Ravens vinsero con un field goal negli ultimi istanti di gara contro i Patriots in cui Jacoby ricevette 3 passaggi per 86 yard.
I Ravens vinsero la quarta gara consecutiva nella settimana 6 contro i Dallas Cowboys e Jones pareggiò il record NFL di Randall Cobb e Ellis Hobbs per il più lungo ritorno di kickoff, quando con una corsa spettacolare corsa di 108 yard superò tutta la difesa avversaria, concludendo con un touchdown, nel corso del secondo periodo.

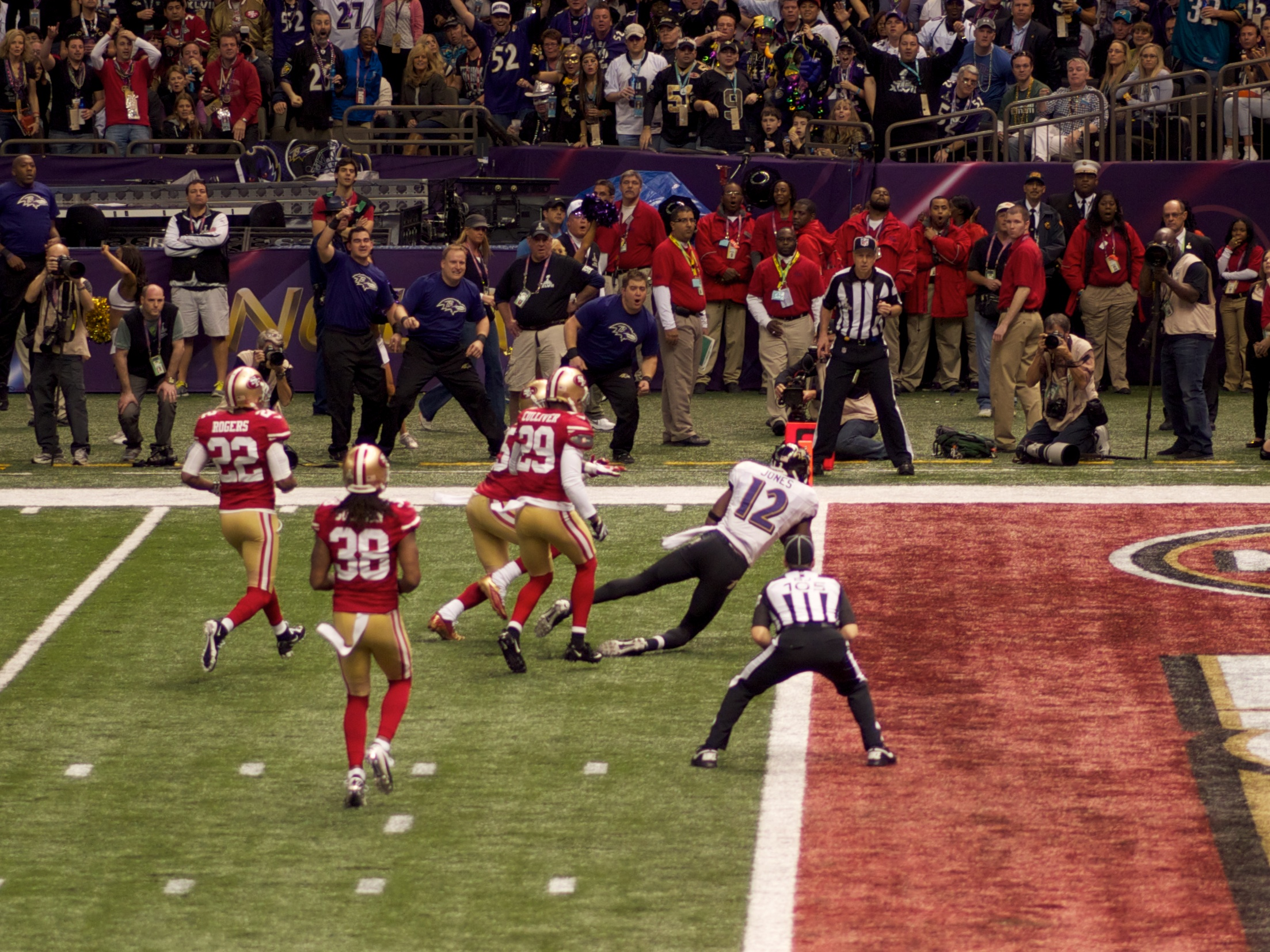
Il touchdown di Jones nel secondo quarto del Super Bowl XLVII.

Nella settimana 10 i Ravens stabilirono il record di franchigia infliggendo 55 punti agli Oakland Raiders con Jones che ritornò un kickoff per 105 yard in touchdown nel corso del quarto periodo. Anche nel turno successivo il giocatore segnò un touchdown su ritorno di un punt contribuendo in maniera decisiva alla vittoria in casa dei Pittsburgh Steelers. Il 26 dicembre, Jones fu convocato per il primo Pro Bowl in carriera in veste di ritornatore della squadra della AFC e il 12 gennaio 2013 fu inserito nel First-team All-Pro.
Il 12 gennaio 2013, Jones ricevette un passaggio da touchdown da 70 yard da Joe Flacco con 31 secondi rimanenti nella gara del secondo turno di playoff contro i Denver Broncos. Il touchdown impattò la partita sul 35 pari, coi Ravens che alla fine vinsero grazie a un field goal dopo due tempi supplementari.
Il 3 febbraio 2013, Jones partì come titolare nel Super Bowl XLVII contro i San Francisco 49ers nella sua città natale, New Orleans, e fu uno dei protagonisti assoluti della partita. Nel primo tempo ricevette un passaggio da touchdown da 56 yard da Flacco portando i Ravens in vantaggio per 21-3. All'inizio del terzo quarto ritornò un kickoff per 108 yard in touchdown, in quella che fu la giocata più lunga della storia del Super Bowl. La sua partita si concluse con 193 yard su ritorni di kickoff, 28 su ritorni di punt e 56 yard su ricezione, stabilendo, con 289 yard totali, il nuovo primato del Super Bowl. I Ravens vinsero 34-31 e Jones vinse il suo primo anello di campione NFL. A fine anno fu classificato al numero 88 nella classifica dei migliori cento giocatori della stagione.

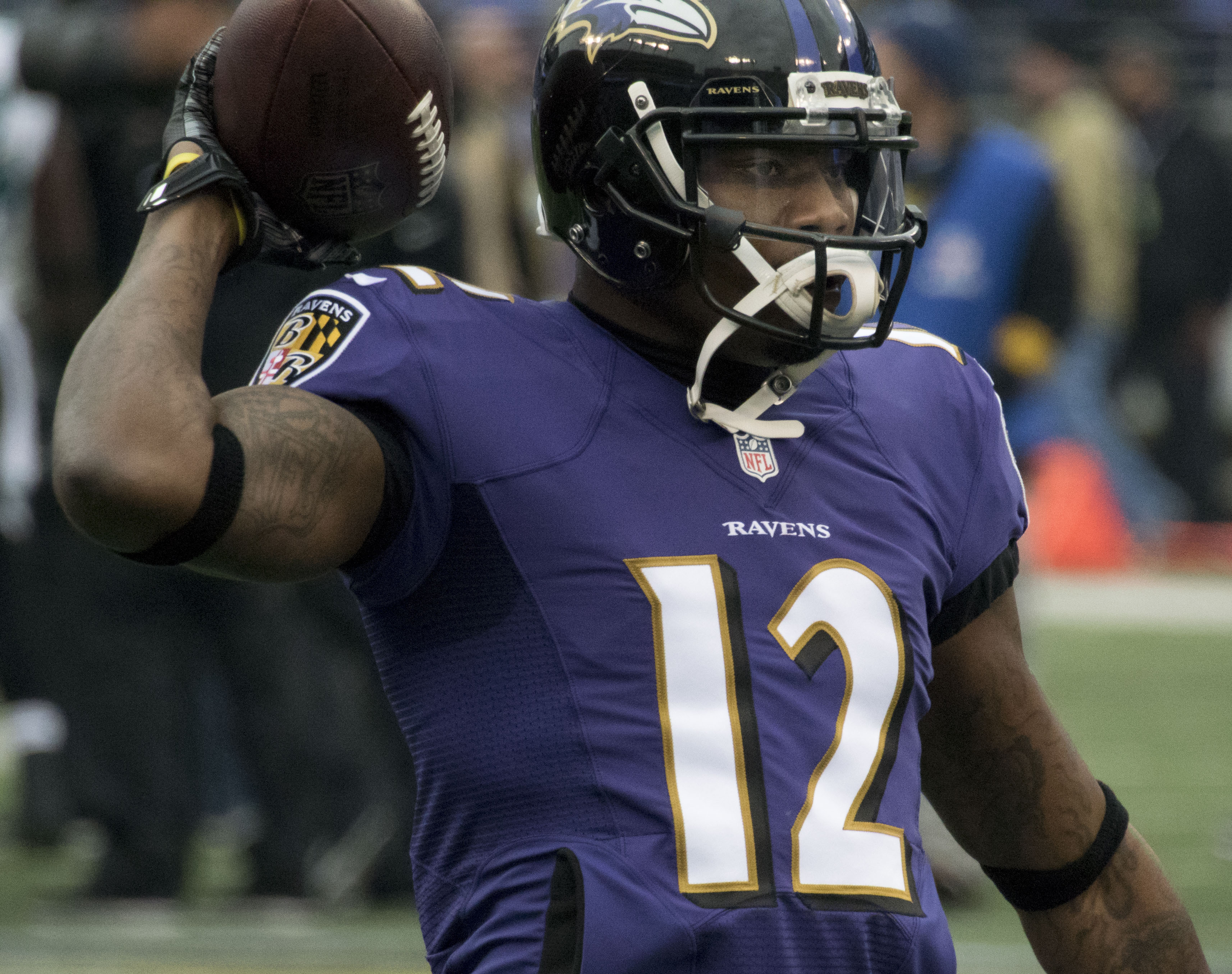
Jones nel 2014.

Nella prima settimana della stagione 2013, Jones si lesionò il legamento mediale collaterale nella sconfitta coi Broncos. Tornò in campo nella settimana 6 contro i Green Bay Packers segnando il primo TD su ricezione stagionale. Il secondo lo segnò nella vittoria sui Jets della settimana 12 in cui ricevette 103 yard, consentendo ai Ravens di tenere vive le speranze di centrare i playoff.
Il 12 marzo 2014 Jones firmò un nuovo contratto quadriennale con i Ravens del valore di 12 milioni di dollari. Fu però svincolato il 25 febbraio 2015.

### San Diego Chargers
Il 6 marzo 2015, Jones firmò coi San Diego Chargers un contratto biennale del valore di 5,5 milioni di dollari. Fu svincolato il 3 novembre 2015.

### Pittsburgh Steelers
Il 5 novembre 2015, Jones firmò coi Pittsburgh Steelers, passando dal suo consueto numero 12, ritirato in onore di Terry Bradshaw, al 13.

## Palmarès

### Franchigia
- Super Bowl : 1

Baltimore Ravens: Super Bowl XLVII
- American Football Conference Championship: 1

Baltimore Ravens: 2012

### Individuale
- Convocazioni al Pro Bowl: 1

2012
- First-team All-Pro: 1

2012
- Record NFL: più lunga giocata nella storia del Super Bowl (108 yard)[21]

## Statistiche
| Partite totali         | 119   |
| Partite da titolare    | 33    |
| Ricezioni              | 203   |
| Yard su ricezione      | 2.733 |
| Touchdown su ricezione | 14    |

Statistiche aggiornate alla stagione 2014